# Bomarea euryphylla
Bomarea euryphylla là một loài thực vật có hoa trong họ Alstroemeriaceae. Loài này được Harling & Neuendorf mô tả khoa học đầu tiên năm 2003.